# Marc Langlois-Berthelot
Marc Langlois-Berthelot (Meudon, 13 octobre 1894 - Paris 14e, 23 mars 1950) est un ingénieur (spécialisé dans les domaines de la TSF et de l'énergie atomique), financier et entrepreneur français.

## Biographie
Il fut élevé dans une famille de tradition protestante. Il est le fils de l'historien Charles-Victor Langlois et le petit-fils du chimiste Marcellin Berthelot. Il fut résistant durant l'occupation. 
Durant la Première Guerre mondiale, il participe à la réorganisation du système des liaisons radios des alliés anglais, il est récompensé pour ce travail et reçoit la distinction de chevalier de la légion d'honneur et la Military Cross britannique.
Il fut le directeur général de la Banque franco-chinoise pour le commerce et l'industrie (BFCCI), fondée en coopération entre le gouvernement chinois et la Banque de Paris ,,Cette banque fut l'une des premières banques d'investissement européennes en Asie, et a été au cœur de l'exportation de nouvelles technologies.
Au sein de la Banque franco-chinoise pour le commerce et l'industrie il s'engage dans un vaste programme de création d'entreprises dans les nouvelles technologies.  Il rassemble des fonds afin de mettre sur pied des sociétés et s'occupe de la mise en place de leurs systèmes administratifs et financiers. Il est ainsi chargé de la Compagnie des Messageries automobiles de l'Indochine, la Société Agricole du Nord-Annam et la Société Luminescence et Radio de l'Indochine.  Marc Langlois-Berthelot intervint aussi auprès d'institutions publiques comme expert financier. 
Il fut également conseiller pour la direction de Pathé, il fut régulièrement auditionné à la Banque de France pour ses compétences sur les marchés émergents. 
Passionné de recherche dans le domaine des nouvelles technologies, il créa également une société (dont le siège était à Paris) qui eut un rôle moteur dans le développement en France de la TSF et de l'énergie atomique. Cette entreprise, la Société de recherches et d'applications techniques se spécialisa d'abord dans la fabrication de postes de radios et de postes émetteurs, puis, sous la direction du Commissariat à l'Énergie Atomique, elle participe au programme de la première bombe atomique française, chargée de fabriquer des compteurs Geiger innovants et adaptés à la prospection du minerais d'uranium et des cartes géologiques pour la prospection de minerais. L'entreprise participa également à la prospection d'uranium au Portugal. C'est son frère Samuel Langlois-Berthelot qui fut nommé à la tête de la Société de recherches et d'applications techniques et son fils Olivier Langlois-Berthelot qui fut ingénieur en chef lorsque Marc Langlois-Berthelot mourut.